# Серебряков, Геннадий Викторович
Генна́дий Ви́кторович Серебряко́в (1937—1996) — советский поэт и прозаик, журналист.

## Биография
Родился 30 января 1937 года в Акмолинске. Его родители были родом из окрестностей села Палех: дед по отцу — потомственный богомаз, по преданию, и фамилия раньше звучала как Сереброковы (ковали серебряные оклады для икон). Отец Серебрякова, Виктор Алексеевич, мальчишкой убежал на фронт. Окончив командирскую школу, служил в дальних гарнизонах, в основном пограничных. Геннадий родился во время одного из переездов семьи, прямо в пути, а зарегистрировали его в Акмолинске. Великая Отечественная война застала семью на западной границе, мать с детьми успела эвакуироваться и добралась до дедовской деревне Смертино в 5 км от Палеха. Отец, принявший первый бой с гитлеровцами в июне 1941 года на западной границе и раненный в обе ноги, добрался до брянских лесов, где стал начальником штаба партизанской бригады; погиб в бою с фашистами. 
После окончания индустриального техникума, Геннадий Серебряков работал на текстильных фабриках Поволжья. Занялся журналистской работой: работал в шуйской городской газете «Знамя коммунизма», затем — ивановской молодежной газете «Ленинец», где появились его первые поэтические публикации. Позже работал в «Комсомольской правде», журнале «Молодая гвардия», входил в редколлегию «Нашего современника». В 1950-х годах участвовал в освоении целины, оттуда послал тетрадку стихов в Литературный институт, куда позже поступил учиться.
Первые книги вышли в начале 1960-х годов: «И я, прямой, как просека, сквозь заросли иду» («Просека», 1954); «В могучую грудь степную / Вбивается первый кол» («Целина», 1957).
Попробовал себя и в прозе; в 1985 году был напечатан его исторический роман о поэте-воине Денисе Давыдове (М.: Молодая гвардия, 1985. — Серия: Жизнь замечательных людей (ЖЗЛ). — 446 с.; перепечатан: «Роман-газета. — 1988. — № 11-12»). В последние годы начал работу над романом о старшем сыне Пушкина, Александре. 
Его последней прижизненной книгой стал сборник «Соловьи на снегу» (М., 1988). Перестройку и ельцинские реформы встретил с резким неприятием, что нашло отражение в его стихах: «Россию, распиная, продают», «Не все за деньги продаётся».
Умер 16 марта 1996 года на станции Семхоз, под Москвой.